# Silesia
Silesia (tiếng Séc: Slezsko, tiếng Ba Lan: Śląsk, tiếng Đức: Schlesien (cách phát âmⓘ)) là một vùng cổ của Trung Âu. Từ thế kỷ XII - XIV, vùng Silesia đã hình thành nên hơn 20 công quốc, được lịch sử gọi là Các công quốc Silesia. Ban đầu, vùng đất Silesia thuộc về Ba Lan, và trước năm 1526, trở thành thái ấp của các vua Bohemia, đến năm 1742 thì nó trở thành một phần của Lãnh thổ vương quyền Bohemia của Quân chủ Habsburg. Trong thời gian Silesia thuộc Ba Lan, nơi đây từng diễn ra trận đánh Legnica vào năm 1241 giữa quân Ba Lan và quân xâm lược Mông Cổ, kết thúc với thất bại thảm hại của quân kháng chiến Ba Lan.

## Lịch sử
Tỉnh Silesia từng là một tỉnh giàu có của Đế quốc Áo do Gia tộc Habsburg trị vì. Vào năm 1740, Nữ hoàng Maria Theresia lên kế ngôi vua cha Karl VI. Tận dụng cơ hội, vua nước Phổ là Friedrich II Đại Đế thân chinh thống lĩnh 27 nghìn quân tinh nhuệ đi chinh phạt tỉnh Silesia. Không lâu sau, toàn bộ tỉnh Silesia (kể cả thủ phủ Breslau) đã rơi vào tay quân Phổ. Với cuộc chinh phạt nhanh chóng này, Nữ hoàng nước Áo tức giận và những cuộc chiến tranh liên minh bùng nổ. Nhưng rồi, nhà vua nước Phổ đại thắng quân Áo trong trận Mollwitz vào năm 1741. Sau lần đó, ông vẫn không ngừng cải thiện ba quân, cuối cùng các chiến binh thiện chiến Phổ lại một lần nữa thắng lớn trong trận Chotusitz vào năm 1742. Maria Theresia phải xin hòa, chấm dứt cuộc chiến tranh Silesia lần thứ nhất (1740 - 1742).
Trong Mùa Hè năm 1744, cuộc chiến tranh Silesia lần thứ hai (1744 - 1745) do nhà vua Friedrich II Đại Đế nhận thấy hiểm họa từ đại quân Áo. Vào tháng 6 năm 1745, quân Áo xâm lược Silesia, đoàn quân bé nhỏ của ông hành binh suốt đêm và đột kích quân địch trong trận Hohenfriedberg. Quân Áo thảm bại và bị đánh đuổi khỏi Silesia. Sau đó, ông vẫn tiếp tục đánh tan nát mọi đạo quân Áo định thôn tính Silesia. Trong ngày Giáng Sinh năm 1745, Maria Theresia lại phải chịu thua. Theo Hiệp định Aachen vào năm 1748, nước Phổ làm chủ tỉnh Silesia. Tức giận, Nữ hoàng nước Áo liên minh với Pháp và Nga nhằm giành lại Silesia. Trong cuộc chiến tranh Silesia lần thứ ba (1756 - 1763), Friedrich II Đại Đế chủ động tấn công, nhưng tình hình bế tắc. Vào đầu tháng 12 năm 1757, tại ngôi làng Leuthen (Silesia), 3 vạn quân tinh nhuệ của ông chạm trán với 86 nghìn đại quân Áo. Nhờ có chiến thuật "đánh dọc sườn" trứ danh, đoàn quân Phổ đại thắng. Quân Áo tháo chạy về Bohemia với tổn thất nặng nề. Sau đó, Friedrich II Đại Đế vẫn tiếp tục đánh tan nát quân Áo trong trận Liegnitz (1760) phá vỡ vòng vây của liên quân Áo - Nga, và vào năm 1762 thì đoàn quân của ông lại thắng to trong trận Burkersdorf. Nước Phổ toàn thắng vào năm 1763. Cuối cùng Triều đình Áo phải chịu thua và tuyên bố rằng họ sẽ chẳng bao giờ dám cướp lại tỉnh Silesia cho đến khi Friedrich II Đại Đế qua đời.
Tại Silesia vào năm 1769, vua Friedrich II Đại Đế gặp gỡ Hoàng đế Áo là Joseph II của Thánh chế La Mã - con trai của Maria Theresia và cũng là đồng trị vì của bà. Hiện giờ, phần lớn của vùng nằm tại Ba Lan, phần còn lại nằm tại Cộng hòa Séc và nước Đức.